# Aeroportul Municipal Ames
Aeroportul Municipal Ames (IATA: AMW, ICAO: KAMW, FAA LID: AMW) este un aeroport din Iowa, Statele Unite ale Americii ce deservește zona Ames⁠(d). Aeroportul a fost tranzitat în 2019 de 12 pasageri. A fost numit după zona deservită.
Situat la o altitudine de 291 m, aeroportul dispune de 2 piste.

## Infrastructură

### Piste
Aeroportul dispune de 2 piste. Pista 01/19 are suprafața de asfalt și dimensiunile 5.701 picioare × 100 picioare. Pista 13/31 are suprafața de beton și dimensiunile 3.491 picioare × 75 picioare. 